# Thomas Naessens
Thomas Naessens (Anderlecht, 7 juli 1986) is een Belgisch politicus voor Ecolo.

## Biografie

### Vorming
Naessens behaalde in 2008 het diploma van bachelor in het lager onderwijs aan de Haute Ecole Francisco Ferrer in Brussel en werd in 2012 tevens master in de pedagogische wetenschappen aan de ULB. Daarnaast werd hij gevormd tot natuurgids door de Cercle des Naturalistes de Belgique, een opleiding die hij in 2015 voltooide.

### Professionele carrière
Thomas Naessens begon zijn professionele carrière als leraar in het Franse Gemeenschapsonderwijs, een beroep dat hij uitoefende tussen 2009 en 2013, en was van 2013 tot 2014 projectverantwoordelijke bij de Jeugdraad van de Franse Gemeenschap. Zijn passie voor de natuur en de milieuproblematiek leidden hem naar de natuur- en milieueducatie. Van 2014 tot 2021 was hij pedagogische verantwoordelijke bij de vzw Jeunes et Nature. In 2023 zette hij met « Soif de Nature » een eigen vzw voor milieu- en natuureducatie op touw.

### Politieke carrière
In 2015 sloot Naessens zich aan bij de partij Ecolo. Voor deze partij was hij van december 2018 gemeenteraadslid van Jette en bleef dit tot in januari 2022. Bij de verkiezingen voor het Brussels Hoofdstedelijk Parlement een jaar later werd hem de zeventiende plaats op de Ecolo-lijst toegewezen. In december 2021 legde hij effectief de eed af als Brussels parlementslid, ter vervanging van Barbara de Radiguès de Chennevière. Hij bleef er zetelen tot aan de Brusselse gewestverkiezingen van juni 2024 en was daarbij geen kandidaat meer.
In het Brussels Hoofdstedelijk Parlement specialiseerde hij zich in economische transitie, stedelijke landbouw en duurzame voeding. Hij werd ook ondervoorzitter van de Commissie Economische Zaken en Werk. In oktober 2023 was Naessens de motor achter de aanneming van een resolutie van het Brusselse Parlement om een eerlijke distributie van geldautomaten op het gewestelijke grondgebied te garanderen. In december 2022 liet hij tevens een decreet goedkeuren om de indexering van de commerciële huurovereenkomsten gedurende 1 jaar te limiteren. 
In maart 2023 werd hij door de lokale Ecolo-Groen-afdeling van Jette aangeduid om samen met Nathalie Deswaef de lijst op te trekken voor de gemeenteraadsverkiezingen van september 2024. Hij werd opnieuw verkozen tot gemeenteraad en is sinds december 2024 tevens schepen van Jette, bevoegd voor Franstalig Onderwijs, Parken, Beplanting en Waterbeleid.

### Andere activiteiten
Vanaf zijn vijfde was meer dan twintig jaar lang actief bij de scouts. Later werd hij ook pedagogische vormer voor de federatie van de Scouten en Gids Pluralisten.
Sinds 2016 is hij ook beheerder van de buurtcompost "Poulet Frites Compost". In 2018 is hij samen met zijn partner benoemd als Goodfood Ambassadeur voor de Brusselse Gewest, een project van het Brussels Gewest om duurzame en evenwichtige voeding te promoten. In mei 2023 was Naessens eveneens oprichter van Soif de Nature, een project dat tot doel heeft om burgers middels opleidingen, infosessies en activiteiten te mobiliseren, sensibiliseren, vormen en informeren over ecologische uitdagingen.